# Terremoto de Hongdong de 1303
El terremoto de Hongdong de 1303 ocurrió en la dinastía Yuan del Imperio mongol, el 25 de septiembre de 1303. Se estimó que el choque tuvo una magnitud de momento de 7,6 y tuvo una intensidad Mercalli máxima de XI. Este es uno de los terremotos más fatales en China, lo que a su vez lo convierte en uno de los principales desastres en China por el número de muertos.

## Geología
Debido al período de tiempo en el que ocurrió, se sabe muy poco sobre la naturaleza del terremoto. Sin embargo, es casi seguro que su epicentro estuvo ubicado en algún lugar de lo que ahora es la provincia de Shanxi, cerca de las ciudades actuales de Hongdong y Zhaocheng. El terremoto probablemente ocurrió en la zona de la falla de Taigu en Shanxi, y se observaron varios escarpes y levantamientos de fallas locales como evidencia de esto; la zona de la falla de Taigu no ha experimentado ninguna actividad medible desde el terremoto de 1303. Los sismólogos modernos calcularon la magnitud en 8,0 en la escala de magnitud de momento, aunque es imposible decirlo con certeza debido a la falta de datos geológicos precisos.

## Daños y bajas
Este es uno de los terremotos más mortíferos en China, lo que a su vez lo convierte en uno de los principales desastres en China por el número de muertos.
En las ciudades cercanas de Zhaocheng y Hongdong, todos los templos y edificios escolares importantes se derrumbaron y más de la mitad de la población de las ciudades pereció. Cada edificio en el condado de Huo, Shanxi, fue destruido. En Taiyuan y Pingyang, cerca de 100.000 casas se derrumbaron y más de 200.000 personas murieron por el derrumbe de edificios y cuevas de loess de manera similar a la situación que se viviría 253 años después en el terremoto de Shaanxi de 1556. Las grietas en el suelo se convirtieron en ríos en miniatura y muchos canales en la provincia de Shanxi fueron destruidos, junto con las murallas de la ciudad. Algunos informes afirman que el terremoto incluso arrasó montañas y cerros, alterando la composición topográfica de la región. Los deslizamientos de tierra y el hundimiento del suelo y la licuefacción provocados por el temblor fueron una causa probable de estos cambios ambientales a gran escala. La reconstrucción fue generalmente lenta, debido a la infraestructura destruida de Shanxi y fue interrumpida por varios otros terremotos en los años siguientes.
El terremoto de Hongdong de 1303, aunque actualmente es el último que ha ocurrido en su sistema de fallas, marcó el comienzo de un episodio de siglos de mayor actividad sísmica en toda China, el primero de varios que ocurrirán hasta finales del siglo XX. También fue el primero de muchos ejemplos de terremotos que demostraron la tendencia de los terremotos en China a golpear cerca de las mesetas de loess.